# Warped Tour

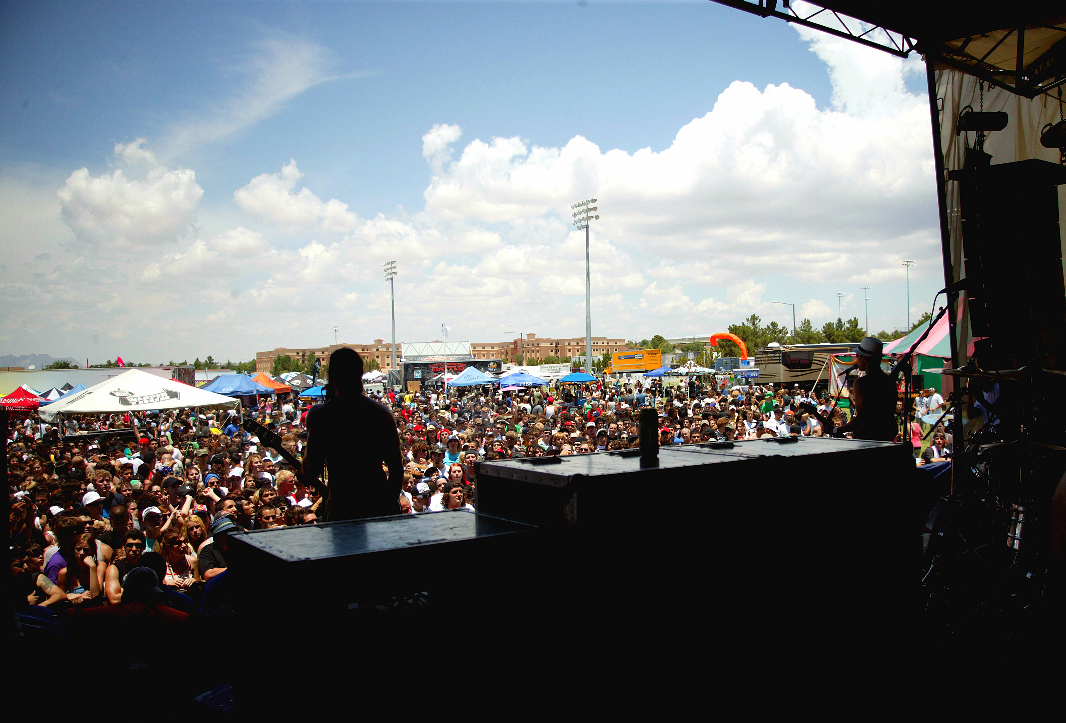
Publikum auf der Warped Tour 2007 in Las Cruces, New Mexico

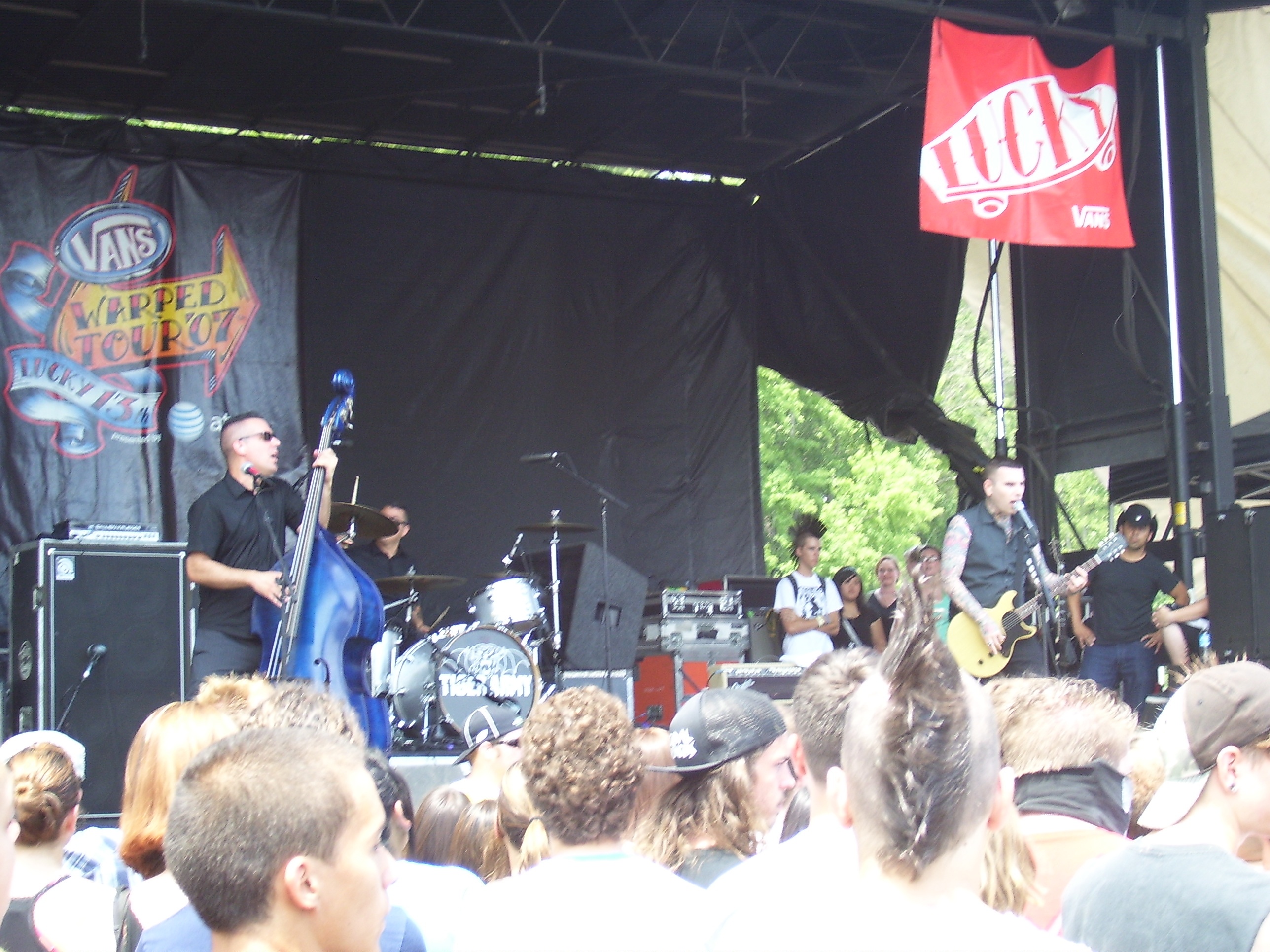
Tiger Army auf der Warped Tour 2007

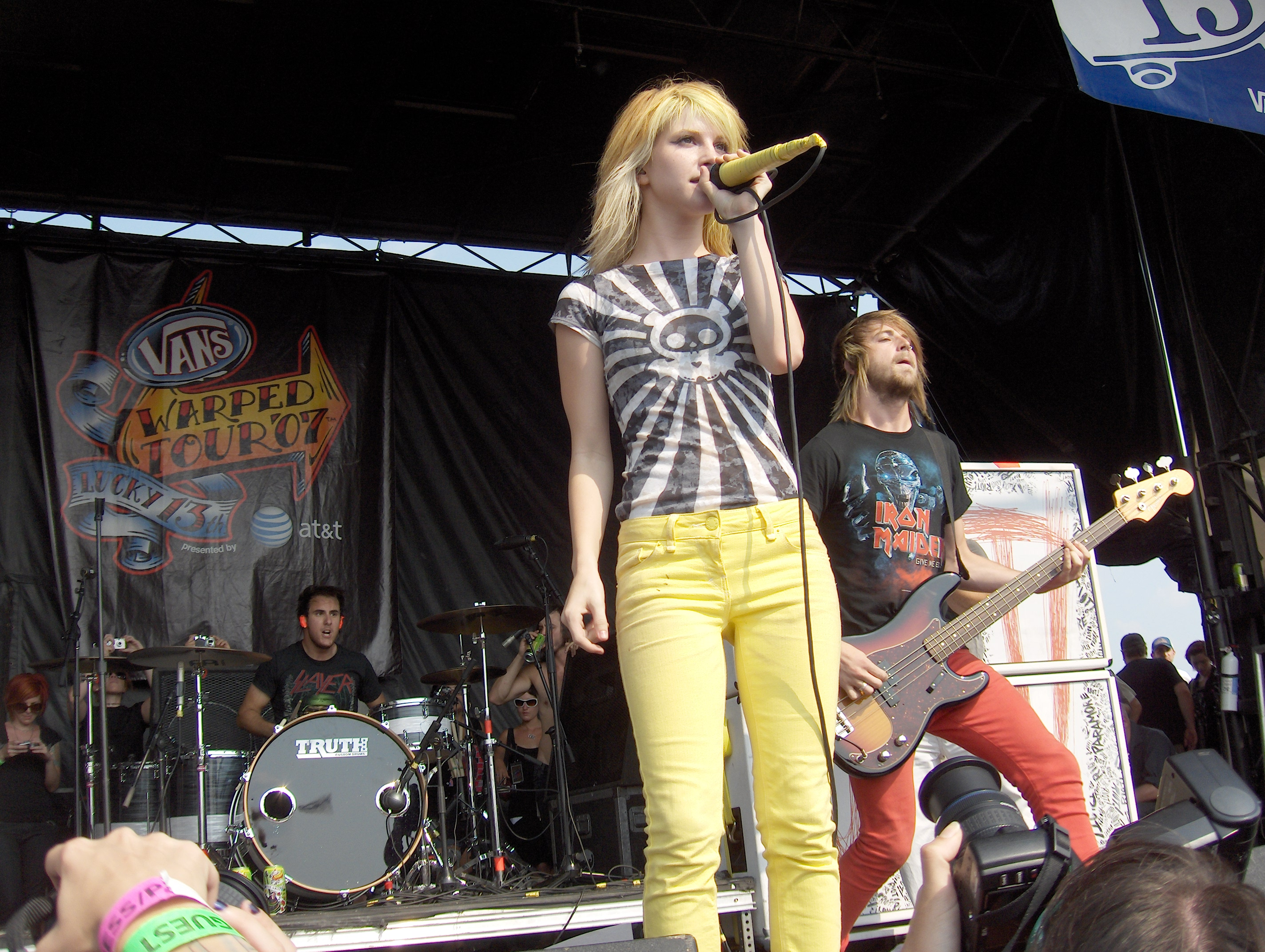
Hayley Williams von Paramore auf der Warped Tour 2007 in Camden (New Jersey)

Die Warped Tour ist ein 1995 gegründetes Punk- und Extremsport-Festival. Da der Skateboardschuhhersteller Vans das Festival jedes Jahr sponsert, wird es oft Vans Warped Tour genannt.
Eine Besonderheit des Festivals, das jährlich mehrere Wochen durch die Welt zieht, ist die Mischung von Liveauftritten bekannter und unbekannter Punk-, Hardcore- und Alternative-Bands sowie der Verwendung von Halfpipes, auf denen bekannte Skateboarder und BMXfahrer ihr Können zeigen.
1998 verließ das Festival die Vereinigten Staaten zum ersten Mal und tourte durch Australien, Japan und Europa. 1999 begann die Tour zu Neujahr in Neuseeland und Australien, bevor es in die USA und anschließend nach Europa ging. 2005 dauerte allein die US-Tour acht Wochen, währenddessen etwa 500 Musiker auf neun Bühnen auftraten und eine halbe Million Zuschauer diese Veranstaltungen besuchten.
Nach einer Pause zwischen 2020 und 2024 kündigte Gründer Kevin Lyman die Rückkehr des Festivals für 2025 an.

## Geschichte
Die Warped Tour wurde 1994 von Kevin Lyman aus der Taufe gehoben. Er hatte die Idee, eine Tournee zu gründen, während er Skateboardveranstaltungen wie dem Vision Skate Escape oder dem Holiday Havoc – welche Musik, die Skateboarding thematisieren spielen ließen – organisierte. Der Name Warped stammt von dem kurzlebigen Warp Magazine (das von Transworld verlegt wurde), welches sich auf Surfing, Skateboarding, Snowboarding und Musik spezialisierte. Der ursprüngliche Arbeitstitel für das Festival war The Bomb. Allerdings wurde der Plan nach dem Bombenanschlag auf das Murrah Federal Building in Oklahoma City im April 1995 verworfen, da Lyman negative Presse und einen Boykott befürchtete.
Seit der ersten Warped Tour im Jahr 1994 wurde jedes Konzert auf Outdoor-Gelände ausgetragen. Allerdings gab es 1996 eine Ausnahme: In Washington, D.C. musste ein Konzert, aufgrund eines Problems mit den Betreibern des eigentlichen Veranstaltungsortes, in das Capitol Ballroom verlegt werden. 1998 wurde das Festival erstmals auf internationaler Ebene ausgetragen. Konzerte fanden erstmals in Kanada, Australien, Japan und Europa statt.
Ein Jahr später, 1999, begann die Warped Tour in Neuseeland und Australien und setzte sich im Sommer in den Vereinigten Staaten fort. Die Tour endete in Europa. 2006 starteten die Organisatoren die Warped Eco Initiative. Die Busse der teilnehmenden Bands werden seitdem mit Öko-Diesel betankt, sodass der Verbrauch von Kraftstoffen bis 2006 um 30 % gesenkt werden konnte. Auch gibt es inzwischen eine Bühne, die komplett über Solarenergie betrieben wird. Pro Show können auf dieser Bühne acht bis zehn Künstler auftreten.
Von 2009 bis 2011 existierte nur noch eine Hauptbühne, sodass die Künstler in der Lage waren, mindestens 40 Minuten zu spielen. Vorher wechselten sich die spielenden Künstler auf zwei Hauptbühnen ab, wodurch diese nur 30 Minuten Spielzeit hatten. Seit 2012 sind auf der Warped Tour wieder zwei Hauptbühnen angegeben. Jeder Künstler tritt maximal 35 Minuten dort auf. Auch fand die Warped Tour 2012 erstmals seit 1999 wieder außerhalb Nordamerikas statt. 2013 folgten Auftritte in mehreren Staaten in Europa und auch in Australien. In Europa werden die Warped Tour-Konzerte vom britischen Konzertunternehmen Kilimanjaro Live organisiert.
Neben den Bands treten auf der Tournee auch Extremsportler auf. Es werden zum Beispiel Halfpipes für Skater und Biker angeboten. Außerdem erwähnenswert ist, dass die Veranstalter eine riesige Fläche für die teilnehmenden Bands, Plattenfirmen, Non-Profit-Organisationen, Sponsoren und Magazinverlegern bieten, an denen sie Merchandising-Artikel anbieten können, was der Tournee eine Flohmarkt-Atmosphäre verschafft. Das Catering ist auf wieder abwaschbares Besteck umgestiegen. Die Tour bietet den Kindern, die ehrenamtlich während der Tour für das Recycling sorgen, kostenfreie Verpflegung an.
Im November des Jahres 2017 wurde angekündigt, dass die Warped Tour im kommenden Jahr letztmals als Festivaltournee veranstaltet wird. Gründe hierfür sowohl sind nachlassende Ticketverkäufe und die niedrige Zahl nachkommender Bands, als auch die jüngsten Entwicklungen der Sommer-Musikfestival-Landschaft in den Vereinigten Staaten. Es sollen, laut Lyman, zukünftig Einzelveranstaltungen mit dem Namen Warped stattfinden.

## Bands
Es handelt sich stets nur um eine Auswahl von Bands, die in dem besagten Jahr spielten.

### Vor 2005
Hier sind Bands aufgelistet, die in unterschiedlichen Touren vor 2005 spielten.
Die Ärzte, 311, NOFX, AFI, Alkaline Trio, Anti-Flag, Avenged Sevenfold, Bad Religion, blink-182, Beatsteaks, CKY, Coheed and Cambria, Descendents, Dropkick Murphys, Eminem, Green Day, H-Blockx, Limp Bizkit, Me First and the Gimme Gimmes, My Chemical Romance, No Use for a Name, Pennywise, Pepper, Rancid, Social Distortion, Story of the Year, Taking Back Sunday, Terrorgruppe, Thursday, The Used, Weezer, Yellowcard, Die Toten Hosen, Sum 41, ZSK

### 2005
A Thorn for Every Heart, Atreyu, Avenged Sevenfold, Billy Idol, Billy Talent, The Bled, Circa Survive, Dropkick Murphys, Flogging Molly, From First to Last, Funeral for a Friend, Hopesfall, Millencolin, Motion City Soundtrack, My Chemical Romance, No Use for a Name, The Offspring, Paramore, Simple Plan, Story of the Year, Strike Anywhere, Strung Out, The Used, Thrice, Underoath

### 2006
AFI, Against Me!, Aiden, Amber Pacific, Anti-Flag, Armor for Sleep, Billy Talent, The Bouncing Souls, boysetsfire, Bullet for My Valentine, Buzzcocks, The Casualties, Chiodos, Comeback Kid, Eighteen Visions, Emery, The Fall of Troy, From Autumn to Ashes, From First to Last, The Germs, Greeley Estates, Gym Class Heroes, Halifax, hellogoodbye, Helmet, It Dies Today, Less Than Jake, The Living End, Millencolin, Moneen, Motion City Soundtrack, NOFX, Paramore, Plain White T’s, Remembering Never, Rise Against, Saves the Day, Saosin, Senses Fail, Silverstein, Sum 41, The Smashup, The Sounds, Throwdown, Thursday, Underoath, Zebrahead

### 2007
30 Seconds to Mars, All Time Low, As I Lay Dying, Avenged Sevenfold, Bad Religion, Biffy Clyro, Blessthefall, Boys Like Girls, Coheed and Cambria, Cute Is What We Aim For, Escape the Fate, The Flatliners, Flogging Molly, Funeral for a Friend, Killswitch Engage, New Found Glory, Paramore, Parkway Drive, Pennywise, The Red Jumpsuit Apparatus, Sum 41, The Used, The Vandals, Yellowcard

### 2008
3OH!3, A Day to Remember, Against Me!, All Time Low, Angels & Airwaves, As I Lay Dying, August Burns Red, The Bouncing Souls, Bring Me the Horizon, The Bronx, The Devil Wears Prada, The Dillinger Escape Plan, Does It Offend You, Yeah?, Every Time I Die, From First to Last, The Gaslight Anthem, Katy Perry, Paramore, Pennywise, Pierce the Veil, Rise Against, Story of the Year, Thrice

### 2009
3OH!3, A Day to Remember, Alexisonfire, All Time Low, Anti-Flag, Attack Attack!, Bad Religion, Black Tide, The Bouncing Souls, The Devil Wears Prada, Escape the Fate, Flogging Molly, Less Than Jake, NOFX, Paramore, Silverstein, Sum 41

### 2010
3OH!3, Alkaline Trio, The All-American Rejects, Anti-Flag, Attack Attack!, Bring Me the Horizon, The Dillinger Escape Plan, Dropkick Murphys, Enter Shikari, Every Time I Die, Eyes Set to Kill, Parkway Drive, Pennywise, Pierce the Veil, The Pretty Reckless, Suicide Silence, Sum 41, Whitechapel, You Me at Six

### 2011
3OH!3, A Day to Remember, Against Me!, Anti-Flag, Asking Alexandria, Attack Attack!, August Burns Red, Black Veil Brides, Blood on the Dance Floor, Bowling for Soup, The Devil Wears Prada, Enter Shikari, Eyes Set to Kill, Falling in Reverse, Less Than Jake, Miss May I, Simple Plan, We Came as Romans

### 2012
All Time Low, Anti-Flag, Blessthefall, Blood on the Dance Floor, Chuck Ragan, Every Time I Die, Lostprophets, Miss May I, New Found Glory, Pierce the Veil, Rise Against, Sleeping with Sirens, Taking Back Sunday, The Used, Yellowcard

### 2013
3OH!3, Architects, Billy Talent, Black Veil Brides, Blessthefall, Bowling for Soup, Bring Me the Horizon, I See Stars, Memphis May Fire, Reel Big Fish, Sleeping with Sirens, Stick to Your Guns, The Story So Far, The Used, We Came as Romans,

### 2014
Für 2014 wurden unter anderem folgende Bands angekündigt:
Falling in Reverse, Less Than Jake, Mayday Parade, Motionless in White, Of Mice & Men, Parkway Drive, The Devil Wears Prada, The Story So Far, 3OH!3, All Time Low, Bowling for Soup, Chelsea Grin, Enter Shikari, Yellowcard, The Maine

### 2015
Asking Alexandria, Attila, August Burns Red, Black Veil Brides, Blessthefall, Family Force 5, H2O, Man Over Board, Memphis May Fire, Miss May I, Motion City Soundtrack, Never Shout Never, Pierce The Veil, The Wonder Years, We Came As Romans, '68, Beartooth

## Kritik und Kontroversen

### Kritik
Mehrere Musiker, die an den ersten Austragungen der Warped Tour teilgenommen hatten, übten in der Vergangenheit Kritik an dieser. Während Rob Pasalic (Saint Alvia Cartel) sich positiv über die Entwicklung der Konzerttour äußerte, waren Künstler wie Joe Queer (The Queers) oder Keith Morris (Circle Jerks) eher skeptisch.
Queer beklagte 2006, dass sich die Warped Tour über die Jahre zum Schlechteren entwickelt habe. Spielten in den Anfangsjahren lediglich Gruppen, die sich aus der Liebe zur Musik zusammengefunden hatten, seien es heutzutage, so Queer, hauptsächlich von Studios entwickelte Bands, die auf dem Festival auftreten würden. Er bezeichnete die Musiker als Jocks und meinte die heutige Musik zu verneinen.

“You play music because there’s something inside of you that says you have to play music. Now you get bands like Fall Out Boy that are basically created in the studio. The Warped Tour changed it. Fuck it. I just don’t like that shit. All the guys in the bands remind me of the jocks I hated in high school. To me a punk gig is a small sweaty club with the audience right in your face knocking over the mic stand and boogying off the energy.”

„Du machst Musik, weil etwas in dir ist, das sagt, du müsstest Musik machen. Nun hast du Bands wie Fall Out Boy, die praktisch im Studio erschaffen wurden. Die Warped Tour hat sich geändert. Scheiß drauf. Ich mag den Mist einfach nicht. Alle in den Bands erinnern mich an die Deppen, die ich in der Schule hasste. Für mich ist ein Punkkonzert ein kleiner, verschwitzter Klub, wo das Publikum direkt vor deinem Gesicht steht, den Mikroständer umwirft und die Energie ablässt.“

Morris steigerte die Kritik im Jahr 2012 und sagte, dass die Kids heute zum Militär oder in die Wüste gehen sollten, anstatt einen Mega-Rekord-Vertrag mit einer Plattenfirma zu unterschreiben, welche die Fahrt- und Hotelkosten, sowie die Kosten für den Haarschnitt übernehmen.

“These kids that are on the Warped Tour, they should have no choice but to go into the military, and go off to some desert somewhere and spend some time in the desert, rather than having some big, ultra mega record company giving them lots of money and paying for their hotels and buses, making sure their hair is trendy, and that they are wearing the proper clothes that all the kids like and wear, and all that fun shit.”

„Diese Bengel auf der Warped Tour sollten keine andere Möglichkeit haben als zum Militär zu gehen, und irgendwo in eine Wüste gehen und in der Wüste einige Zeit zubringen, anstatt von einer großen, ultra-mega Plattenfirma einen Haufen Geld zu kriegen und ihre Hotels und Busse gezahlt zu bekommen, und darauf zu achten, dass ihr Haar modisch ist und sie die richtigen Klamotten anhaben, die alle Jugendlichen mögen und tragen, und all der Vergnügungsmist.“

### Kontroversen
Im Laufe der Jahre gab es Musiker, welche bei der Tour aufgrund von Problemen mit den Veranstaltern oder mit anderen dort auftretenden Künstlern Probleme hatten:
- D12 und Esham wurden beide von der Warped Tour 2001 ausgeschlossen. Grund war, dass D12 angeblich Esham angegriffen habe. Auslöser soll die Erwähnung von Eminems Tochter im Stück Chemical Imbalance gewesen sein. Eminem selbst war nicht anwesend.[14]
- Brendan Kelly stellte 2004 in Anspruch, dass seine Gruppe The Lawrence Arms auf „lebenslang“ von der Tour verbannt werde. Er stellte in einem Interview die schreckliche Organisation während der Sets der Gruppe in Frage und bezeichnete die Warped Tour als das „Schlimmste was dem Punkrock und der DIY-Szene passieren konnte“. Die Gruppe trat auf der Warped Tour lediglich eine Woche lang auf.[15]
- Guttermouth wurden 2004 angeblich aus dem Lineup gestrichen, weil sie die Musiker eines anderen Teilnehmers dieser Tour, die Gruppe My Chemical Romance, beleidigt haben sollen. Die Gruppe gab später bekannt, dass sie die Tour verließen, da es ungefähr zehn unbekannte Gruppen gaben, die nicht mit der Art und Weise der Gruppe zufrieden waren und teilweise Gewalt gegenüber den Musikern Guttermouths angedroht haben.[16]
- 2006 sagte Fat Mike, dass From First to Last wegen der Tatsache, nicht vor 2 Uhr nachmittags auf der Hauptbühne spielen zu dürfen, verstimmt waren und verweigerten den Auftritt solange, bis der Zeitplan geändert würde.[17] Die Gruppe verließ die Tour mit der Begründung ihr (damaliger) Sänger Sonny Moore habe Stimmlippenknötchen und müsse deswegen seine Stimme schonen.
- Ebenfalls 2006: Fat Mike (NOFX) machte sich über Underoath und deren Musiker bezüglich ihres Glaubens und ihrer Haltung gegenüber der Homo-Ehe lustig. Die Musiker waren vorher bereits miteinander befreundet, jedoch gab Underoath später bekannt, dass dieser Vorfall ein Grund war ebendiese Freundschaft zu hinterfragen. Allerdings blieben die Musiker bis zur Trennung Underoaths miteinander befreundet.[18] Beide Bands spielten 2009 erneut gemeinsam auf der Warped Tour.[19]
- 2008 übte die Band Broadway Calls harsche Kritik an die Zusammensetzung des Lineups der Warped Tour 2008. In der Kritik ging es über die große Anzahl christlich-orientierter Künstler, die an der Tour teilnahmen, was es für die Band schwer machte sich wohl zu fühlen:

“When there are 60 bands a day, and a majority of them are made up of either Christian jocks that play REALLY HEAVY MUSIC for Jesus, or pop bands with the only thing separating them from boy bands like Backstreet Boys are their dropped D tuned guitars hanging from their shoulders, it’s hard to be comfortable. I look around, and quickly realize that the only difference between this and a huge frat party is that all these idiots play music. Bad music. Unfuckinglistenable music.”

„Wenn es 60 Gruppen am Tag gibt, wovon die Mehrheit entweder aus christlichen Deppen, die echt harte Mukke für Jesus spielen oder Popbands besteht, deren einzige Unterscheidung von Boygruppen wie Backstreet Boys die an ihren Schultern hängenden Dropped-D-gestimmten Gitarren sind, macht es keinen Spaß mehr. Ich guck mich um und merke schnell, dass der einzige Unterschied zwischen denen und einer großen Frat-Fete das Musikmachen dieser Idioten ist. Schlechte Musik. Verdammtnochmalunhörbare Musik.“

- Auf der Warped Tour 2013 griff Joel Birch, Sänger der Band The Amity Affliction, seinen Musikerkollegen Matty Mullins von Memphis May Fire verbal in seiner Ansprache an. Grund war, dass sich Mullins zuvor kritisch über den Kleidungsstil mehrerer jugendlicher Festivalbesucher geäußert hatte.